# Bassett (Kansas)
Bassett és una població dels Estats Units a l'estat de Kansas. Segons el cens del 2006 tenia 22 habitants.

## Demografia
Segons el cens del 2000, Bassett tenia 22 habitants, 10 habitatges, i 7 famílies. La densitat de població era de 121,3 habitants per km².
Dels 10 habitatges en un 30% hi vivien nens de menys de 18 anys, en un 50% hi vivien parelles casades, en un 10% dones solteres, i en un 30% no eren unitats familiars. En el 20% dels habitatges hi vivien persones soles el 20% de les quals corresponia a persones de 65 anys o més que vivien soles. El nombre mitjà de persones vivint en cada habitatge era de 2,2 i el nombre mitjà de persones que vivien en cada família era de 2,14.
Per edats la població es repartia de la següent manera: un 13,6% tenia menys de 18 anys, un 22,7% entre 18 i 24, un 22,7% entre 25 i 44, un 31,8% de 45 a 60 i un 9,1% 65 anys o més.
L'edat mediana era de 34 anys. Per cada 100 dones de 18 o més anys hi havia 137,5 homes.
La renda mediana per habitatge era de 14.688$ i la renda mediana per família de 14.375$. Els homes tenien una renda mediana de 16.250 $ mentre que les dones 0 $. La renda per capita de la població era de 12.388$. Cap de les famílies estaven per davall del llindar de pobresa.

## Poblacions més properes
El següent diagrama mostra les poblacions més properes.